# Großaitingen
Großaitingen är en kommun och ort i Landkreis Augsburg i Regierungsbezirk Schwaben i förbundslandet Bayern i Tyskland.
Kommunen ingår i kommunalförbundet Großaitingen tillsammans med kommunerna Kleinaitingen och Oberottmarshausen.